# Cayley–Hamiltons sats
Inom linjär algebra innebär Cayley–Hamiltons sats (efter matematikerna Arthur Cayley och William Rowan Hamilton) att varje kvadratisk matris bestående av komplexa eller reella tal uppfyller sin egen karakteristiska ekvation.
Det vill säga: om {\displaystyle A} är en given n×n matris och In  är identitetsmatrisen med dimensionerna n×n, så definieras A:s karakteristiska ekvation som
{\displaystyle p(\lambda )=\det(\lambda I_{n}-A)\,}
där "det" betecknar determinanten. Cayley–Hamiltons sats innebär att om {\displaystyle \lambda } ersätts med {\displaystyle A} i den karakteristiska ekvationen erhålls nollmatrisen:
{\displaystyle p(A)=0.\,}

## Exempel
För tvådimensionella matriser fås
{\displaystyle A^{2}-{\mbox{tr}}(A)A+\det(A)I_{2}=0\,}
I tre dimensioner blir uttrycket
{\displaystyle A^{3}-{\mbox{tr}}(A)A^{2}+{\frac {1}{2}}{\big (}{\mbox{tr}}(A)^{2}-{\mbox{tr}}(A^{2}){\big )}A-\det(A)I_{3}=0}
För att ta ett numeriskt lite tydligare exempel. Ta exempelvis matrisen
{\displaystyle A={\begin{bmatrix}1&2\\3&4\end{bmatrix}}.}
Karakteristiska ekvationen ges av
{\displaystyle p(\lambda )={\begin{vmatrix}\lambda -1&-2\\-3&\lambda -4\end{vmatrix}}=(\lambda -1)(\lambda -4)-2\cdot 3=\lambda ^{2}-5\lambda -2.}
Cayley–Hamiltons sats säger att
{\displaystyle A^{2}-5A-2I_{2}=0}
Vilket snabbt kan verifieras i det här fallet.
Ett resultat av detta är att Cayley–Hamiltons sats kan användas för att beräkna potenser av matriser på ett enklare sätt än att multiplikation.
Om vi tar resultatet ovan och sen skriver om lite får vi
{\displaystyle A^{2}-5A-2I_{2}=0}
{\displaystyle A^{2}=5A+2I_{2}.}
Om vi sen vill beräkna exempelvis A4
{\displaystyle A^{3}=(5A+2I_{2})A=5A^{2}+2A=5(5A+2I_{2})+2A=27A+10I_{2}}
{\displaystyle A^{4}=A^{3}A=(27A+10I_{2})A=27A^{2}+10A=27(5A+2I_{2})+10A}
{\displaystyle A^{4}=145A+54I_{2}.}